# Neukirchen beim Heiligen Blut
Neukirchen beim Heiligen Blut (česky Nové kostely u Svaté krve) je německé město v zemském okresu Cham ve vládním obvodu Horní Falc spolkové země Bavorsko. Jeho kostel Narození Panny Marie je známé poutní místo. Je zde hraniční přechod do České republiky.

## Historie
Neukirchen vznikl někdy ve 13. století spojením se dvěma dalšími lokalitami. První písemná zmínka o obci pochází z roku 1301. Roku 1377 obdržel Neukirchen od bavorského vévody Albrechta I. trhové právo. Znak trhovému městečku udělil vévoda Jan III. (vládl 1404–1425) a roku 1456 ho obnovil Albrecht III. Bavorský. První písemná zmínka o zdejším kostele pochází z roku 1326, v polovině 16. století se stal farním. V Neukirchenu stál hrad, kde sídlila soudní správa pro okolí. V jeho areálu stál původní kostel. Když se mu v roce 1609 zřítila věž, získal funkci farního kostela nedaleký poutní kostel. Hrad byl v 15. století poničen husity a za třicetileté války vypálen Švédy. Od roku 1695 probíhala jeho přestavba. Dnes je v něm muzeum poutnictví (Marktplatz 10).

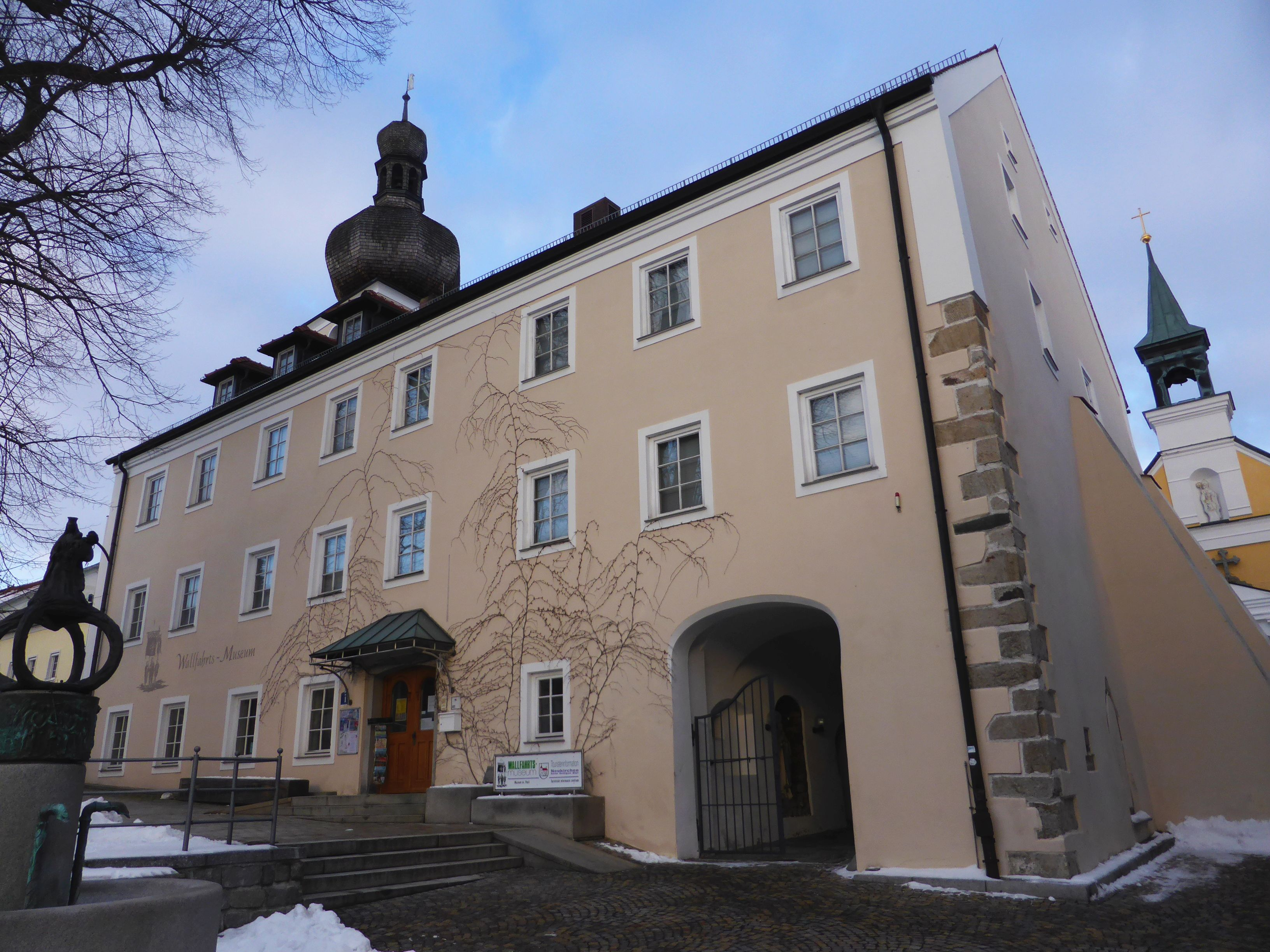
Bývalý hrad, dnes Muzeum poutnictví

 Poutní kostel Narození Panny Marie má blízkou vazbu na Čechy. Předmětem uctívání je v něm socha Madony, původně uložená v kostele v Loučimi, pocházející zřejmě ze 14. století. Podle pověsti sochu v roce 1419 ukryla selka Zuzana Haladová před husity. Uložila ji buď do kostela v Neukirchenu, nebo do duté lípy v lese. Když husité vtrhli do městečka, pokusil se velitel oddílu Ctibor Krčma sochu zničit tím, že ji ťal do hlavy. Ze sochy pak vytryskla krev – odtud název městečka "beim Heiligen Blut" (u svaté krve). Nejstarší písemná zpráva o zbožné pouti k Madoně pochází z roku 1590, předpokládají se však poutě už v 15. století. Postranní oltář na epištolní straně chrámové lodi nese obraz Ukřižování, který je připisovaný Karlu Škrétovi.
Poutní kostel se stavěl v několika etapách. V roce 1699 byla dokončena věž, novostavba kostela byla vysvěcena roku 1721. Roku 1659 přišli do Neukirchenu františkáni. Ti si postavili klášterní kostel, volně spojený s kostelem poutním. Ve městě je několik dalších stavebních památek, mj. měšťanské domy, tržní věž ze 17. století a několik dalších kostelů.

## Galerie

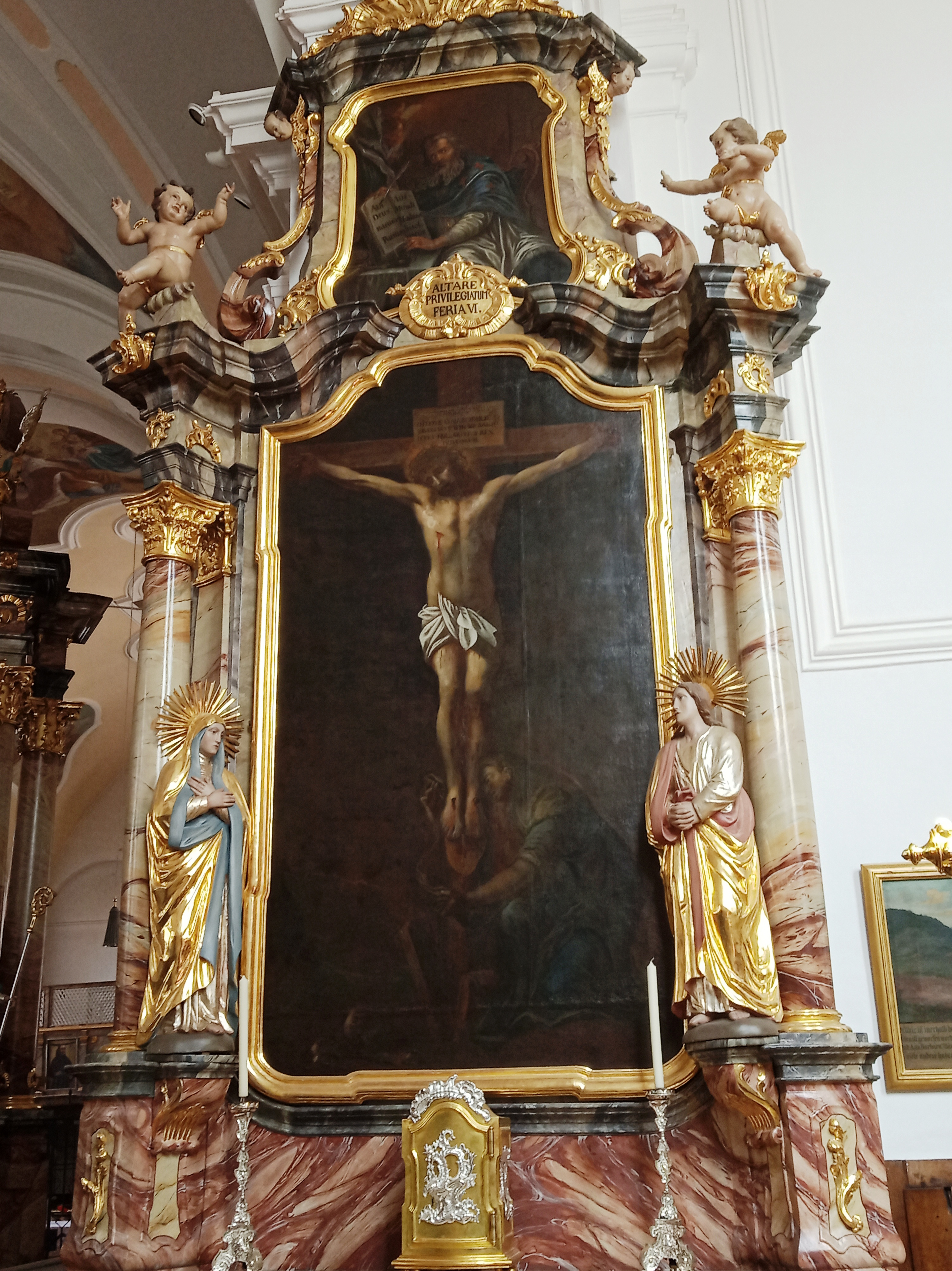
Ukřižování od Karla Škréty v poutním kostele
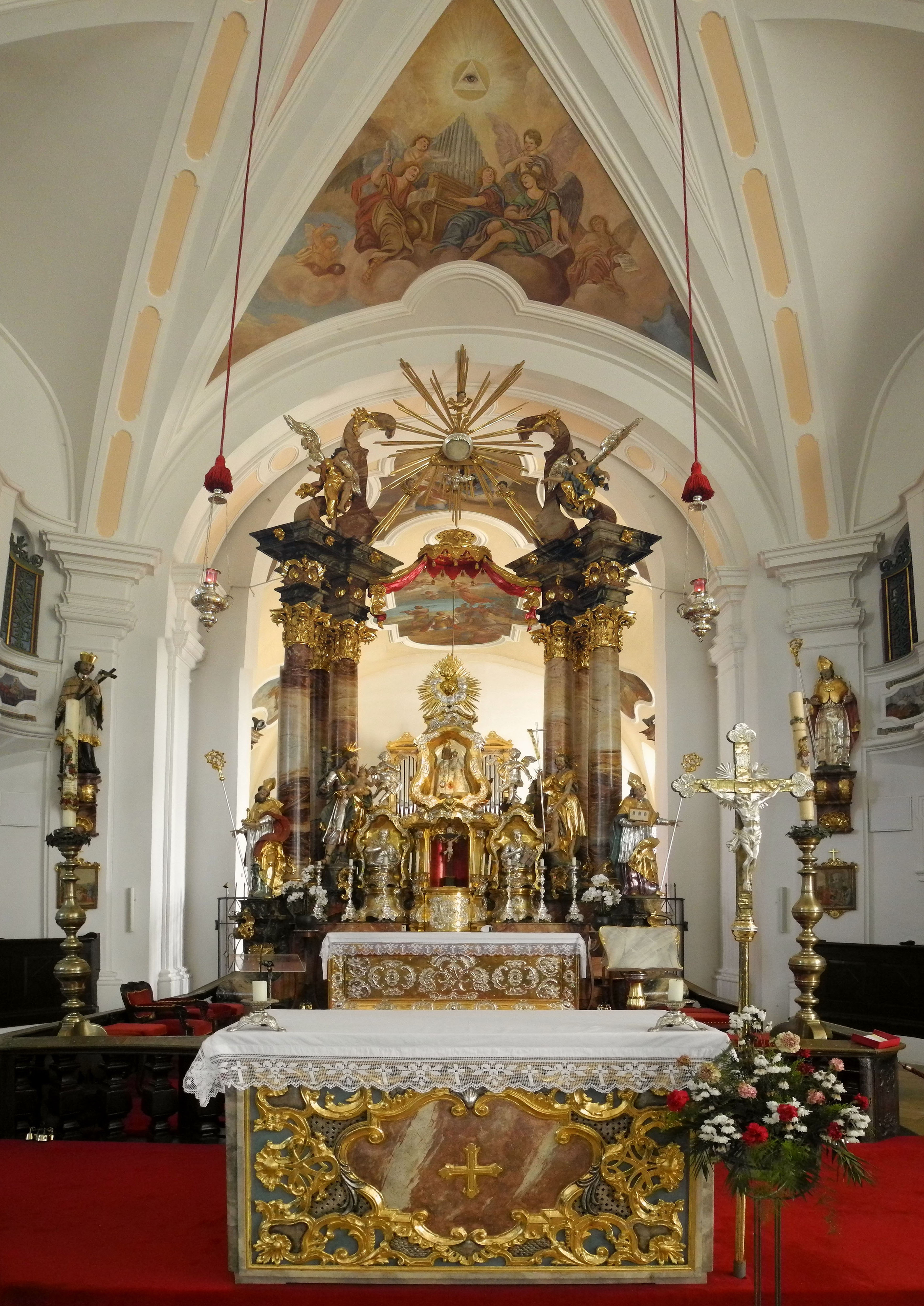
Hlavní oltář v poutním kostele
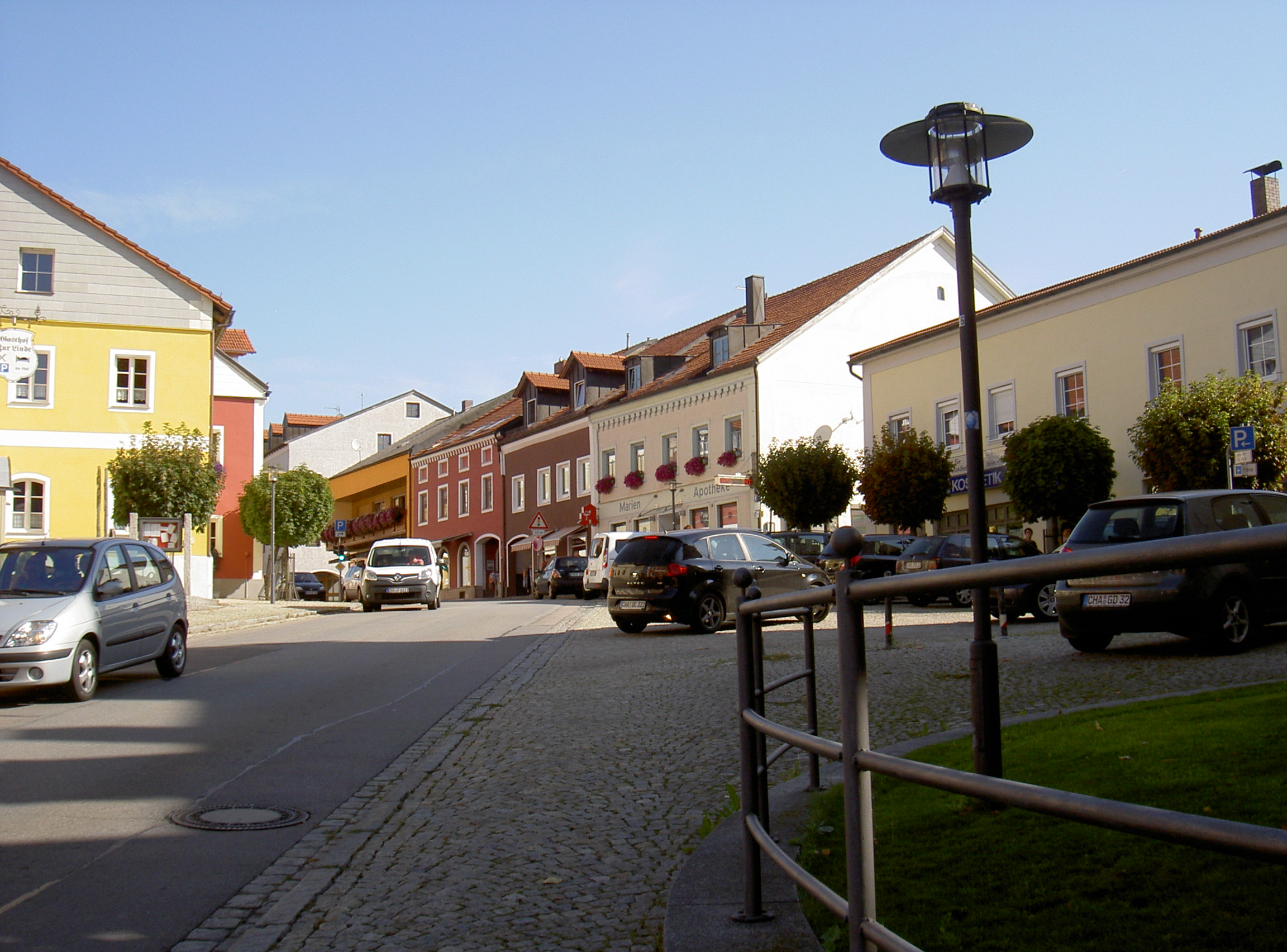
Náměstí
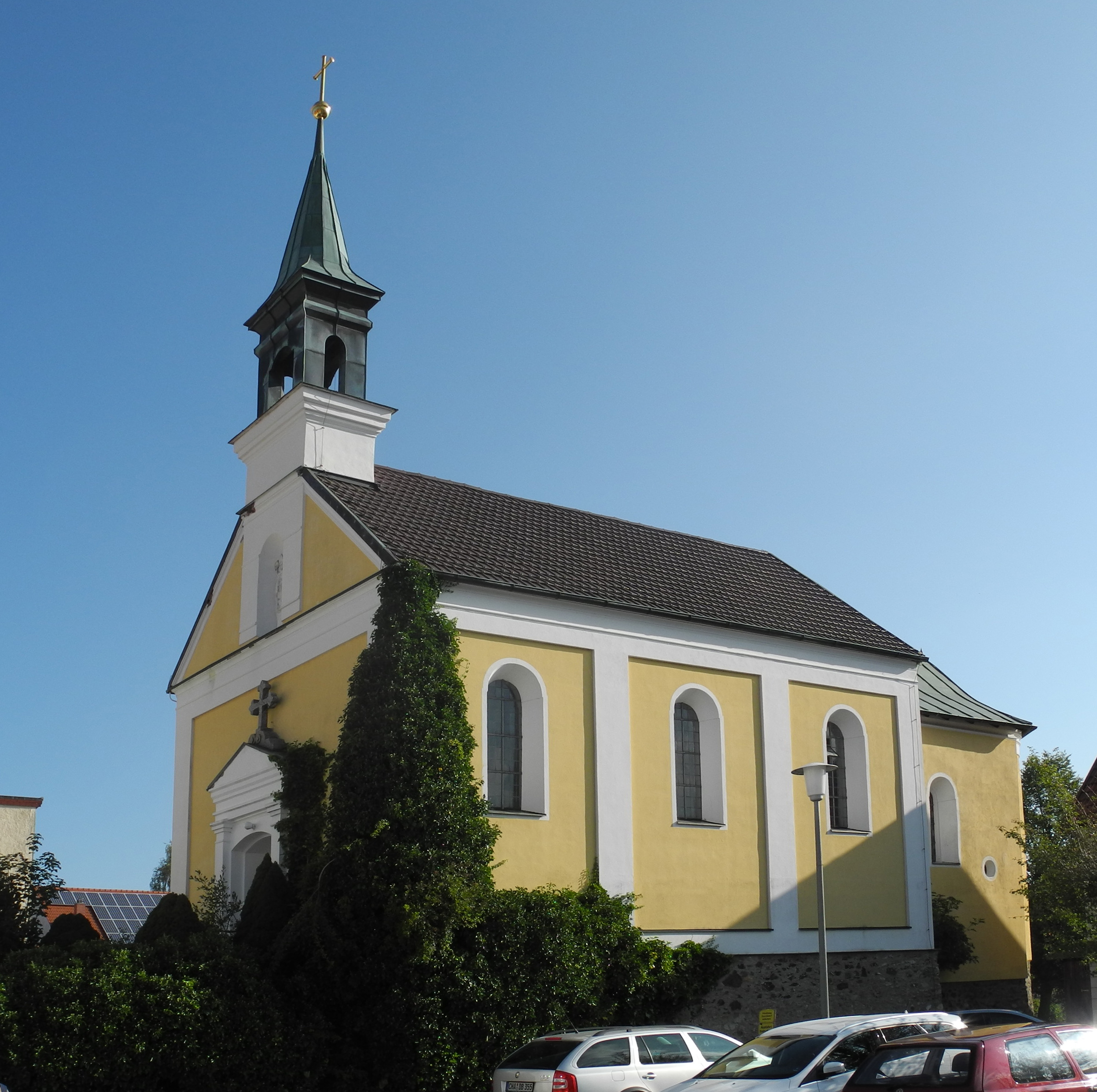
Kostel sv. Mikuláše
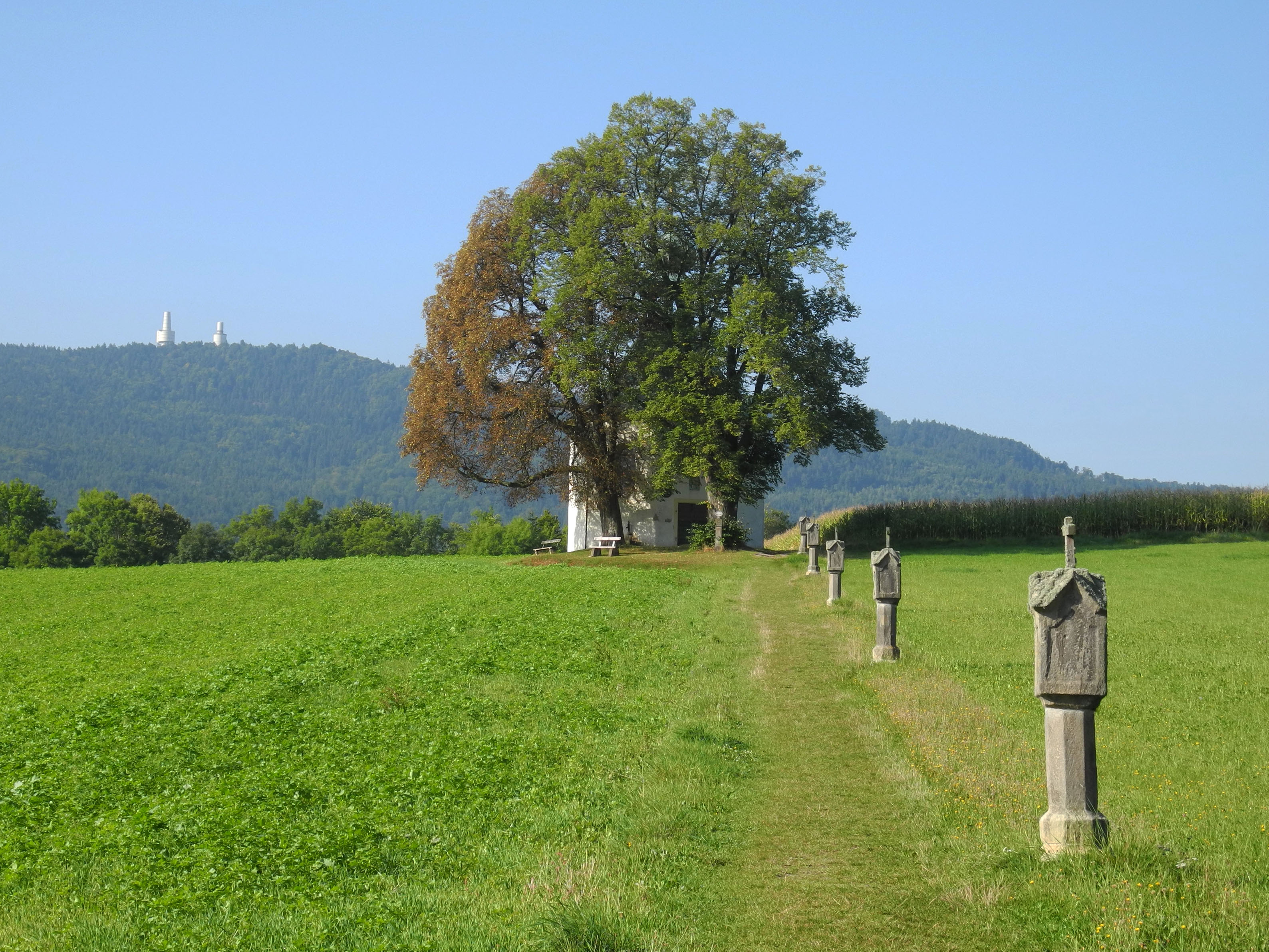
Mariánská poutní cesta